# Pflichtjahr
Pflichtjahr war eine mit Anordnung Hermann Görings vom 15. Februar 1938 für alle ledigen Frauen unter 25 Jahren eingeführte mindestens einjährige Tätigkeit in der Land- oder Hauswirtschaft. Die Tätigkeit musste durch das Arbeitsbuch nachgewiesen werden und war Voraussetzung für eine spätere Einstellung als Arbeiterin oder Angestellte in privaten und öffentlichen Betrieben und Verwaltungen.
Den Personenkreis, die Wirtschaftszweige und Berufe, die dieser Beschränkung unterlagen, bestimmte eine Durchführungsverordnung des Präsidenten der Reichsanstalt für Arbeitsvermittlung und Arbeitslosenversicherung Friedrich Syrup vom 16. Februar 1938.
Grund für die Anordnung war der Mangel an weiblichen Arbeitskräften in der Land- und Hauswirtschaft.

## Geschichte
Die mit dem Gesetz für den Reichsarbeitsdienst vom 26. Juni 1935 eingeführte allgemeine Arbeitsdienstpflicht hatte zunächst nur auf männliche Jugendliche Anwendung gefunden, während die obligatorische Heranziehung junger Frauen zum Arbeitsdienst einer besonderen Regelung vorbehalten worden war. Am 1. April 1936 wurde der Deutsche Frauenarbeitsdienst (DFAD) aufgelöst und der weibliche Arbeitsdienst unter der Bezeichnung „Arbeitsdienst für die weibliche Jugend“ (ADwJ, ab November 1937  RADwJ) in den aus dem männlichen Freiwilligen Arbeitsdienst (FAD) hervorgegangenen Reichsarbeitsdienst (RAD) integriert. Dieser unterstand dem Reichsministerium des Innern bzw. dem Reichsarbeitsführer. Da der RADwJ seinen ökonomischen Auftrag jedoch nicht zu erfüllen vermochte, übernahm die Vierjahresplanbehörde im Februar 1938 die Lenkung von weiblichen Arbeitskräften in die Land- und Hauswirtschaft mit der Einrichtung des Pflichtjahrs für ledige Frauen unter 25 Jahren. Die Ableistung des Reichsarbeitsdienstes wurde gegebenenfalls auf das Pflichtjahr angerechnet bzw. galt als Tätigkeit in der Land- und Hauswirtschaft im Sinne der Anordnung Görings.

## Entwicklung des Pflichtjahres
Hermann Göring ordnete im Februar 1938 das sogenannte Pflichtjahr an, das im März desselben Jahres in Kraft trat. Alle Frauen unter 25 Jahren durften von privaten und öffentlichen Betrieben der Bekleidungs-, Textil- und Tabakindustrie nur dann eingestellt werden, wenn sie eine mindestens einjährige Beschäftigung in der Land- oder Hauswirtschaft nachweisen konnten. Dies galt auch für Anstellungen in Büros oder kaufmännischen Beschäftigungen. Als Alternative zum einjährigen Pflichtjahr auf dem Land konnte man auch einen zweijährigen Dienst in der Wohlfahrtspflege oder im Gesundheitssektor erbringen.
In das Pflichtjahr wurde das bereits bestehende Hauswirtschaftliche Jahr eingegliedert, das im Mai 1934 veranlasst worden war, um die große Zahl an Schulabsolventinnen in eine Warteschleife zu schicken und sie so aus dem Arbeitsmarkt zu nehmen, da es zu wenige Ausbildungsplätze gegeben hatte. Die Eingliederung des Hauswirtschaftlichen Jahres diente dazu, eine Barriere aufzustellen, mit der man die Berufswahl der Frauen stärker beeinflussen konnte.
Das Pflichtjahr war eine Institution, die – verglichen mit der freiwilligen Landhilfe oder dem Landdienst der Hitlerjugend – erst relativ spät eingeführt worden war. Sie unterschied sich von dem 1930 gegründeten „Frauenarbeitsdienst“, der bis 1938 auf Freiwilligkeit basierte und anfangs nur den männlichen Arbeitsdienst unterstützte. Später wurde der „Frauenarbeitsdienst“ in den „Reichsarbeitsdienst für die weibliche Jugend“ eingegliedert und konzentrierte sich so auf die hauswirtschaftliche und ideologische Schulung junger Mädchen, und nicht auf die Erbringung einer tatsächlichen Arbeitsleistung.
Der Mangel an Arbeitskräften in der Land- und Hauswirtschaft blieb bis zu Görings Einführung des Pflichtjahres ein großes Thema in der Politik. Das Pflichtjahr war eine zivile Dienstverpflichtung in Zeiten einer kriegsbedingten Notlage und sollte eine schnelle Beschaffung von Arbeitskräften ermöglichen.
Zunächst löste die Einführung des Pflichtjahrs Bestürzung in der Bevölkerung aus. Junge Mädchen, die nicht in land- oder hauswirtschaftlichen Berufen arbeiten wollten, oder Eltern, die für ihre Töchter andere Berufe vorgesehen hatten, waren unzufrieden mit dieser Anordnung.
Im Jahr 1938 kamen rund 130.000 Mädchen aufgrund des Pflichtjahres in Land- und Hauswirtschaft sowie in Berufe, die die Pflege betrafen. Der Bedarf war damit aber nicht gedeckt. Daher verschärfte das Regime im Januar 1939 die Bestimmungen dadurch, dass nun sämtliche Branchen betroffen waren. 300.000 bis 400.000 Mädchen und junge Frauen unter 25 Jahren wurden erfasst. Zudem musste das Arbeitsamt dem Pflichtjahr zustimmen; dadurch verstärkte sich die Lenkkraft der Arbeitsverwaltung und es konnten Vorgaben gemacht werden, wo das Pflichtjahr absolviert werden musste. Durch diese Entwicklung wurde das bisher partielle Pflichtjahr, das den direkten Zugang zu einigen Berufen versperrt hatte, zu einem allumfassenden.
Mit dem fortschreitenden Kriegsgeschehen kam es zu einem Positionsstreit. Die arbeitspolitischen Entscheidungsträger konnten sich bei der allgemeinen Durchsetzung der Dienstpflicht für alle nichterwerbstätigen Frauen nicht entscheiden, und bis zum Ende des Krieges kam es zu keinem Ergebnis. Die Befürworter und Gegner standen in einem Zwiespalt. Einerseits wurde die Frau als eine bedeutende Arbeitskraft für den Krieg gesehen, andererseits wurde sie in ihrer Rolle als Mutter und Hausfrau wahrgenommen, und eine Dienstpflicht würde diesem Bild entgegenwirken.